# Hassan Sabry Pacha
Hassan Sabry Pacha (novembre 1879-11 novembre 1940) (en arabe : حسن صبرى باشا) était un homme politique égyptien qui exerça les fonctions de Premier ministre du 28 juin 1940 au 11 novembre 1940. Il a succédé à Ali Mahir Pacha.

## Biographie
Il suit une formation de professeur puis entre à l'école de droit. Il est nommé directeur de l'école Muhammad Ali du Caire. Il enseigne l'histoire, les mathématiques et la géographie à l'université al-Azhar. En 1926 il est élu député représentant le gouvernorat de Gharbeya à la chambre des députés. Il est élu sénateur en 1931 et en deviendra le vice-président. En 1933 le premier ministre Abd Fattah Yahya Ibrahim Pacha le nomme ministre des finances. De retour de Londres comme chef de légation, il est nommé par Ali Mahir Pacha ministre du commerce puis occupe le poste de ministre des communications avant celui de ministre de la guerre.
Personnalité effacée, il a été nommé premier ministre par le roi Farouk pour former un cabinet de coalition en juin 1940. Il est mort en plein Parlement, alors qu'il prononçait le discours au trône
Il a été remplacé par Hussein Sirri Pacha.